# Xã Woodbury, Quận Stutsman, Bắc Dakota
Xã Woodbury (tiếng Anh: Woodbury Township) là một xã thuộc quận Stutsman, tiểu bang Bắc Dakota, Hoa Kỳ. Năm 2010, dân số của xã này là 208 người.